# St. Peter (Buch am Erlbach)

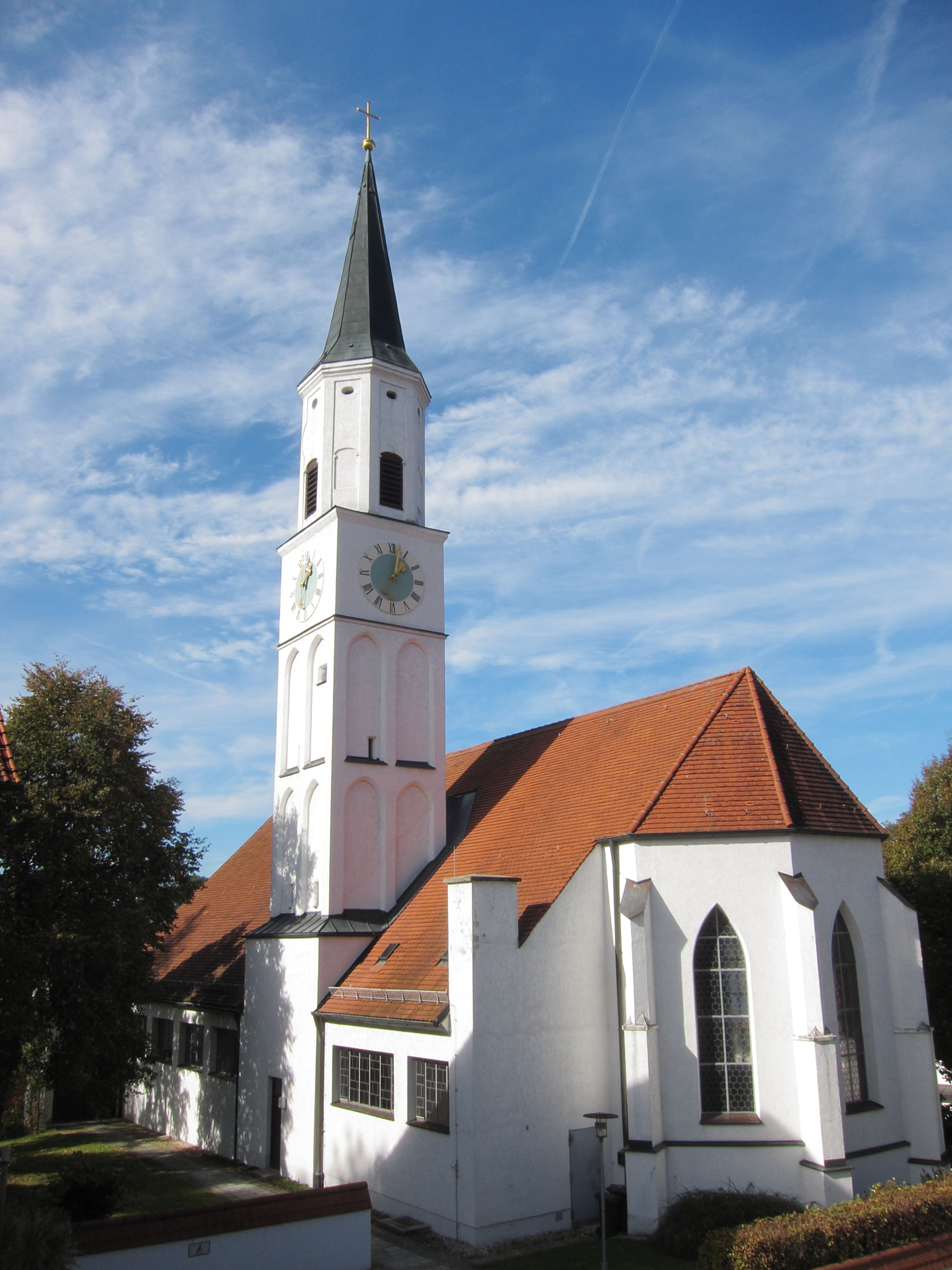
Pfarrkirche St. Peter in Buch am Erlbach

Die römisch-katholische Pfarrkirche St. Peter in der Gemeinde Buch am Erlbach im niederbayerischen Landkreis Landshut gehört zum 2014 gegründeten Pfarrverband Steinzell im Erzbistum München und Freising und zum Dekanat Geisenhausen. Zur Pfarrei St. Peter in Buch am Erlbach gehören die Filialkirchen St. Margaretha in Freidling, St. Michael in Holzen und St. Nikolaus in Obererlbach. Seit 2011 sind auch die Filialkirchen St. Gregor in Vatersdorf und St. Michael in Thann der Pfarrei Buch am Erlbach zugeordnet. Zuvor waren diese beiden Filialgemeinden Teil der Pfarrei St. Margaretha in Pfrombach.
Das Patrozinium des heiligen Petrus wird am 29. Juni gefeiert. Die Kirche wird als Baudenkmal unter der Aktennummer D-2-74-121-5 geführt. Ebenso wird die Anlage als Bodendenkmal unter der Aktennummer D-2-7538-0323 mit der Beschreibung „untertägige mittelalterliche und frühneuzeitliche Befunde im Bereich der Kath. Pfarrkirche St. Peter und Paul in Buch a. Erlbach, darunter Spuren von Vorgängerbauten bzw. älteren Bauphasen“ genannt.

## Geschichte
Am 23. Januar 759 schenkte Chunipert von Pohe („Buch“) den Ort und die Kirche dem Freisinger Bischof Joseph von Verona. Ab 782 gehörte die Kirche zum Kloster Frauenchiemsee, das damals vom bairischen Herzog Tassilo III. neu gegründet worden war. Über Jahrhunderte hinweg galt Buch am Erlbach als eine der bedeutendsten Pfarreien des Klosters Frauenchiemsee. Das Präsentationsrecht kam der jeweiligen Äbtissin von Frauenchiemsee zu.
Über einen spätromanischen oder frühgotischen Kirchenbau in Buch am Erlbach fehlen genauere Informationen. Die älteste Bauteile der heutigen Kirche, der spätgotische Chor und Turmunterbau, gehen wohl auf eine Erweiterung dieses Kernbaus nach Osten zurück. Diese erweiterte Kirche wurde am 10. Oktober 1477 geweiht. Während des Dreißigjährigen Krieges wurden die Kirche vollständig ausgeplündert. 1686 wurde im Friedhof eine Kapelle mit einer Kopie des Altöttinger Gnadenbildes errichtet, die zum Ziel einer Wallfahrt wurde. Zudem wurde hier ein marianisch-laureatischer Liebesbund gegründet. Nachdem die Kapelle abgebrannt war, wurden das Gnadenbild und die Bruderschaft an die Pfarrkirche übertragen. Im Jahr 1757 schuf der Wartenberger Maler Franz Joseph Aiglstorffer die reiche Ausmalung mit Fresken im Chorraum. Am 8. August 1763 wurden durch einen Brand der Kirchturm und die umliegenden Gebäude zerstört. 1766 erhielt der Turm eine neue Zwiebelkuppel, die der Moosburger Maurermeister Anton Dackhammer erstellte. Der Erdinger Maler Johann Nikolaus Mühler vergoldete den Turmknauf.
Im Zuge der Säkularisation wurde 1803 die Verbindung zum Kloster Frauenchiemsee gelöst. Im Jahr 1811 wurde ein Teil des Dorfes erneut durch ein Feuer zerstört. Auch die Kirche brannte bis auf die Umfassungsmauern ab. Bereits 1812 wurde sie wieder aufgebaut. Dafür sollten ursprünglich die Steine der Filialkirche St. Margaretha in Freidling verwendet werden, die erst wenige Jahrzehnte zuvor im Rokokostil erbaut worden war. Dennoch sollte sie im Zuge der Säkularisation auf Geheiß des Grafen Maximilian von Montgelas abgebrochen werden. Dies scheiterte jedoch am Widerstand der Freidlinger Bauernschaft und ihres Oberbauern Lorenz Neumair.
1867 wurde das baufällig gewordene Langhaus renoviert und nach Westen erweitert. Außerdem wurde die Turmkuppel durch den heutigen Spitzhelm ersetzt. In den Jahren von 1874 bis 1897 folgten verschiedene Baumaßnahmen, um die Kirche auf dem mit Quellen durchzogenen Hang zu stabilisieren. Außerdem erhielt sie eine neuromanische Ausstattung. 1910/11 wurde die Kirche erneut renoviert. Dabei wurde die Raumschale durch den Münchner Kunstmaler Wittmüller ausgemalt.
Nachdem die Bevölkerung von Buch am Erlbach nach dem Zweiten Weltkrieg stark zunahm, musste die Pfarrkirche in den Jahren 1969/70 erneut erweitert werden. Dabei blieben nur Chor und Turm erhalten. Das Langhaus hingegen wurde durch einen großzügigen Neubau ersetzt. Die Kirche wurde am 6. Dezember 1970 durch Weihbischof Johannes Neuhäusler wieder geweiht. 1989 wurde die Kirche außen und innen renoviert. 2009 feierte Kardinal Reinhard Marx das 1250-jährige Bestehen der Pfarrkirche mit einem Festgottesdienst.

## Architektur
Die nach Osten ausgerichtete Saalkirche besitzt einen spätgotischen Chor und ein spätgotisches Turmuntergeschoss, jeweils aus dem 15. Jahrhundert stammend. Der Chor umfasst drei Fensterachsen und einen Schluss in drei Achteckseiten. Er wird außen durch zweimal abgesetzte Strebepfeiler gegliedert. Die zuvor ausgerundeten Fensteröffnungen im Chor wurden im Zuge der Kirchenerweiterung 1969/70 wieder auf die für die Erbauungszeit des Chores typische Spitzbogenform zurückgeführt. Der Turm mit einem Spitzhelm von 1867 wurde auf der Südseite in den rechteckigen Grundriss des Langhauses einbezogen. Über dem spätgotischen Untergeschoss verjüngt er sich stark. Die beiden folgenden, quadratischen Geschosse werden durch spitzbogige, gefaste Blendarkaden aufgelockert. Darüber erhebt sich ein niedriges Quadratgeschoss, das allseitig Ziffernblätter der Turmuhr enthält. Oberhalb eines Gesimses verjüngt sich der Turm erneut und geht in einen barocken, achteckigen Oberbau über, der nach vier Seiten hin stichbogige Schallöffnungen enthält. Die Schrägseiten sind mit entsprechenden Stichbogenblenden verziert. Den oberen Abschluss bildet ein verkröpfter achtseitiger Spitzhelm von 1867. Das moderne Langhaus ist mit einem hoch aufragenden Zeltdach ausgestattet, dessen First bündig mit dem Dach über dem Presbyterium ist. Die moderne Sakristei befindet sich im Winkel zwischen Chor und Turm.
Der Chorraum wird innen von einer flachen Holzdecke überspannt. Das Zeltdach des Langhauses ist innen ebenfalls mit einer hellen Holzdecke vertäfelt.
Schräg gegenüber der Kirche befindet sich auf einem großzügigen Hanggrundstück der herrschaftliche Pfarrhof von 1714, ein zweigeschossiger Barockbau mit neun auf vier Fensterachsen und Walmdach. Der zugehörige Pfarrstadel dient heute als Pfarrheim.

## Ausstattung
Bei den Kirchenrenovierungen im 19. Jahrhundert wurde die Kirche mit neuromanischen Altären ausgestattet. Der Hochaltar von 1874 und der Kreuzweg von 1896 stammten von dem Landshuter Bildhauer Michael Mayer. Die Seitenaltäre wurden 1883 von dem Schreinermeister Anton Frank aus Holzhausen geschaffen, die Glasfenster 1897 von der Kunstanstalt Franz Xaver Zettler aus München. Fast alle diese Einrichtungsgegenstände wurden im Zuge der Kirchenerweiterung 1969/70 entfernt.
Heute stehen in der Kirche ein Volksaltar und ein Ambo, geschaffen von dem Bildhauermeister Wolfgang Gebauer aus Hechenberg. Von ihm stammt auch der Taufstein aus Nagelfluh mit einem Springbrunnen, der das lebendige Wasser der Taufe symbolisiert. Rechts neben dem Chorbogen befindet sich auf einer Nagelfluhsäule der Tabernakel, der ebenfalls von Gebauer geschaffen wurde. An dem Bronzegehäuse sind zwölf verschieden große Edelsteine angebracht.
Die Barockfiguren der „Apostelfürsten“ Petrus und Paulus im Chorschluss stammen aus dem ausgehenden 17. Jahrhundert. Der heilige Paulus ist eine Dauerleihgabe der Stiftskirche St. Martin in Landshut. An der Südwand des Chorraumes sind sieben Kreuzwegstationen des Erdinger Künstlers Josef Feichtinger von 1815 angebracht, die 1994 restauriert wurden. Die übrigen Stationen sind verschollen. Rechts neben dem Tabernakel ist an der Wand ein spätbarockes Kruzifix aus der Zeit um 1770 angebracht. Es dürfte aus dem Umfeld von Christian Jorhan d. Ä. stammen. Daneben steht auf einer Konsole eine Barockfigur der heiligen Anna mit dem nackten Jesuskind. Ein davor stehender ehemaliger Werktagsaltar dient heute als Lichtopfer-Altar. Links neben dem Chorbogen ist eine spätgotische Mater Dolorosa aus dem Landshuter Raum angebracht, die ursprünglich zu einer Mariä-Heimsuchungs-Gruppe gehört haben dürfte. Darüber befindet sich ein ehemaliges Altarauszugsbild der Krönung Mariens von Feichtiger.
In der nördlichen Vorhalle befindet sich eine neuromanische Madonna mit dem Kind. In der südlichen Vorhalle steht ein ursprünglich polychrom gefasstes Kalksteinrelief mit einer Kreuzigungsgruppe aus dem 16. Jahrhundert, das früher Teil der Friedhofsmauer war.

### Orgel

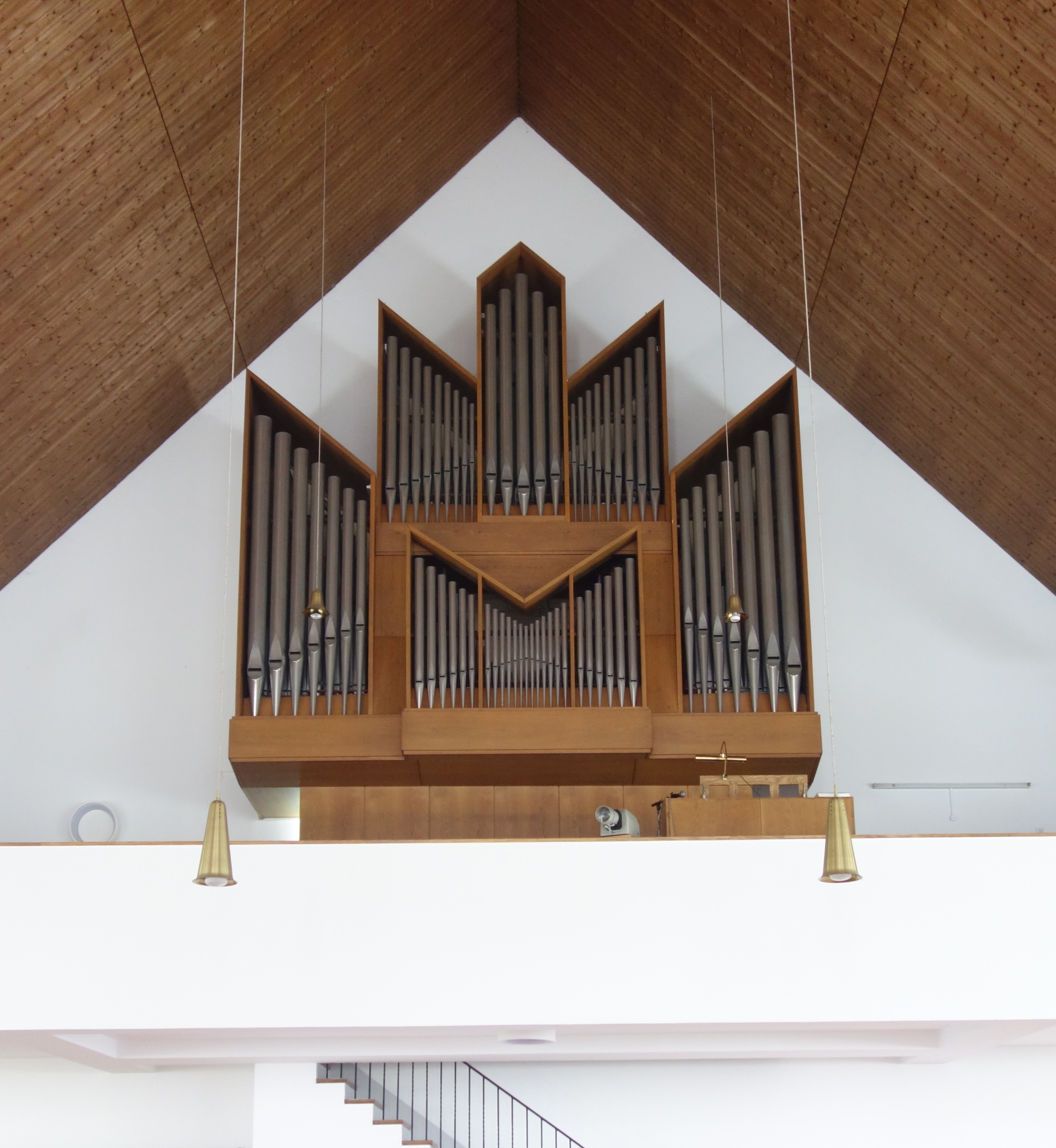
Die Wastlhuber-Orgel

Im Jahr 1906 erbaute Franz Borgias Maerz aus München eine neue Orgel für die alte Bucher Pfarrkirche, die ein Instrument von Johann Schweinacher aus dem Jahr 1779 ersetzte. Die Maerz-Orgel umfasste fünf Register auf einem Manual und Pedal. Das Taschladeninstrument mit pneumatischer Spiel- und Registertraktur hatte einen freistehenden Spieltisch. Im Zuge der Kirchenerweiterung von 1969/70 wurde auch eine größere Orgel nötig. Ein Instrument mit 19 Register auf zwei Manualen und Pedal wurde 1971 von Ludwig Wastlhuber aus Mößling erbaut. Der auf einer Empore befindliche Prospekt von zwei barocken Gemälden gerahmt, welche die Anbetung der Hirten und die Heiligen Drei Könige darstellen. Die Wastlhuber-Orgel ist ein Schleifladeninstrument mit elektrischer Spiel- und Registertraktur.
| I Manual |                |    |
| 1.       | Principal      | 8′ |
| 2.       | Gedackt        | 8′ |
| 3.       | Octav          | 4′ |
| 4.       | Traversflöte 0 | 4′ |

| Pedal |          |     |
| 5.    | Subbaß 0 | 16′ |

- Koppeln: I/P, Super I/P
- Spielhilfen: Tutti

| I Manual C–g3 |                   |       |
| 1.            | Principal         | 8′    |
| 2.            | Rohrflöte         | 8′    |
| 3.            | Octav             | 4′    |
| 4.            | Gemshorn          | 4′    |
| 5.            | Sesquialtera II 0 | 2 ⁄3′ |
| 6.            | Nachthorn         | 2′    |
| 7.            | Mixtur IV–V       | 1 ⁄3′ |

| II Manual C–g3 |               |       |
| 08.            | Holzgedackt 0 | 8′    |
| 09.            | Spitzflöte    | 8′    |
| 10.            | Offenflöte    | 4′    |
| 11.            | Principal     | 2′    |
| 12.            | Quartan II    | 1 ⁄3′ |
| 13.            | Zimbel III    | 1⁄2′  |
| 14.            | Oboe          | 8′    |

| Pedal C–f1 |               |     |
| 15.        | Subbaß        | 16′ |
| 16.        | Principal     | 08′ |
| 17.        | Pommer        | 08′ |
| 18.        | Choralbaß II0 | 04′ |
| 19.        | Fagott        | 16′ |

- Koppeln: II/I, I/P, II/P

### Glocken
In dem barocken Achteckaufsatz des Turmes befindet sich ein Glockenstuhl aus Stahl. Dieser enthält vier Bronzeglocken. Drei Glocken wurden 1949 von Karl Czudnochowsky aus Erding, eine 1968 von Rudolf Perner aus Passau gegossen. Die Schlagtöne e1–g1–a1–c2 bilden ein Idealquartett. Die Glocken im Einzelnen:
| Nr. | Name         | Material | Gussjahr | Gießer                     | Durchmesser [mm] | Gewicht [kg] | Schlagton |
| --- | ------------ | -------- | -------- | -------------------------- | ---------------- | ------------ | --------- |
| 1.  | -            | Bronze   | 1949     | Karl Czudnochowsky, Erding | 1.230            | 956          | e1        |
| 2.  | -            | Bronze   | 1949     | Karl Czudnochowsky, Erding | 1040             | 572          | g1        |
| 3.  | -            | Bronze   | 1949     | Karl Czudnochowsky, Erding | 910              | 354          | a1        |
| 4.  | Sel. Irmgard | Bronze   | 1968     | Rudolf Perner, Passau      | ?                | 300          | c2        |